# Lecitin

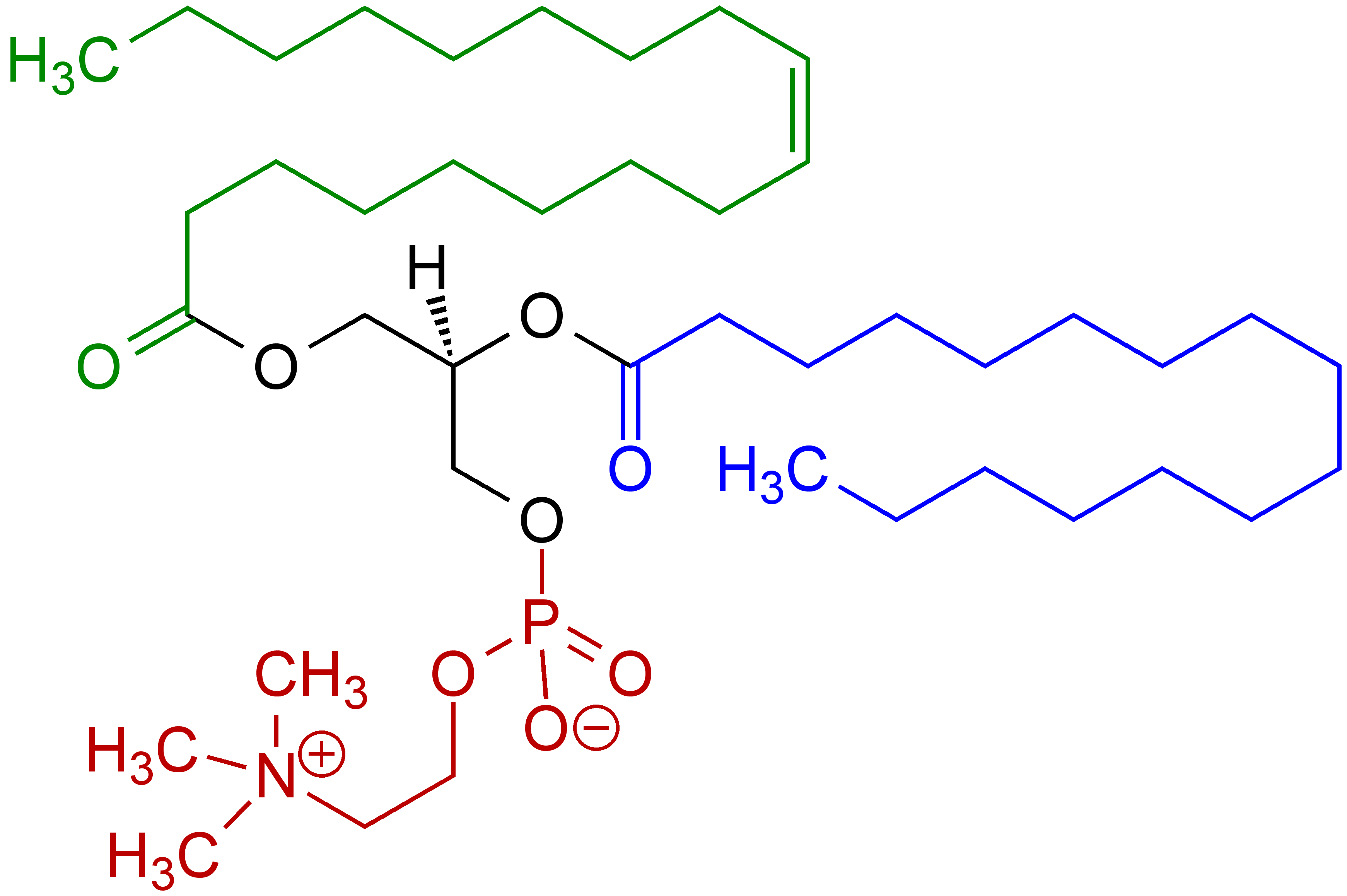
Foszfatidil-kolin, a lecitinben található egyik foszfolipid

A lecitin általában egy keveréket jelöl, mely glicerolipidekből, trigliceridekből, és foszfolipidekből (foszfatidil-kolin, foszfatidil-etanol-amin, foszfatidil-inozit) áll. A biokémiában általában csak a foszfátkolin megnevezésére használják, mely a tojássárgában legnagyobb mennyiségben megtalálható foszfáttartalmú szerves vegyület. 
A lecitint nagy mennyiségben és nagy tisztaságban állítják elő élelmiszeripari és gyógyszerészeti célokra.
Neve a görög lekithosz (λέκιθος = tojás sárgája) szóból származik, melyben nagy mennyiségben található.

## Élettani jelentősége
Az emberi szervezetben a vastagbélben található bélnedv fontos összetevője a foszfátkolin, mert meggátolja egyes baktériumok elszaporodását. Például a krónikus fekélyes vastag- és végbélgyulladásban (colitis ulcerosa) szenvedő emberek vastagbelében sokkal kevesebb a foszfátkolin, mint az egészséges emberek esetében.

## Élelmiszeripari alkalmazása
A lecitin a sejtmembránban is megtalálható, könnyen lebontható, nem mérgező vegyület. Fő forrása a szójaolaj, de napraforgóolajból is előállítható. Élelmiszerek esetében tartósítószerként, emulgeálószerként és stabilizálószerként E322 néven használják.
A szójababból származó lecitin fő összetevői a következők:
- 33-35% szójabab olaj
- 20-21% foszfatidilinozitolok
- 19-21% foszfatidilkolin
- 8-20% foszfatidil-etanol-amin
- 5–11% egyéb foszfatidok, beleértve a foszfatidil-szerint
- 5% szabad szénhidrát
- 2-5% szterol
- 1% nedvesség